# Radio Ethiopia
Radio Ethiopia é o segundo álbum de estúdio do Patti Smith Group. O disco foi lançado em outubro de 1976 pela Arista Records.

## História
O sucesso com Horses havia criado uma cena amplamente favorável para Patti Smith. Alçada à condição de "maior poeta feminina do rock" (termo que sempre detestou), Patti entrou no ano seguinte nos estúdio Record Plant com o produtor Jack Douglas para a gravação do segundo LP, Radio Ethiopia.
Jack Douglas era um veterano do meio, tendo sendo engenheiro de discos como Who's Next, do The Who e Imagine, de John Lennon e havia sido chamado para tentar produzir algumas canções mais acessíveis.

## Produção
Assim começava um longo texto de autoria de Patti, escrito em 28 de setembro de 1976, presente no encarte do disco. Segundo Patti, o título se referia aos sonhos de morte que tinha o poeta francês Arthur Rimbaud (1854-1891), que morreu na Etiópia, onde viveu seus últimos 11 anos.
Jack Douglas teve muito trabalho ao disco. Lenny Kaye (guitarrista do Patti Smith Group e mentor musical da banda) sempre deixou claro que via a banda com a última dentro das tradições dos anos 60, com longas canções desconexas e experimentais. E Douglas teve dificuldades em casar o lado mais pop com esse. Os dois momentos mais densos eram as duas faixas dedicadas à Rimbaud, "Radio Ethiopia" e "Abysinnia", gravadas ao vivo, no dia 9 de agosto de 1976.
Radio Ethiopia é um disco mais performático que Horses, mais teatral. Mais solta como intérprete, Patti lança mão de algumas de suas composições, "Ask the Angels", "Pissing In A River" e "Pumping (At My Heart)", lançados como os três compactos editados do álbum. Na curiosa capa do compacto de "Pissing In A River", como a palavra pissing (mijando) não é escrita totalmente, por ser considerado ofensiva.

## Música
A faixa-título do álbum é uma das canções mais notórias de Smith, quase lendária por parecer ter "10 minutos de ruído". Os críticos muitas vezes descreveram as interpretações ao vivo da música como momentos negativos dos shows de Smith. A própria Smith elogiou a faixa e como a letra se refere aos desejos de morte de Arthur Rimbaud. Argumentos a favor e contra a música têm sido apresentados por críticos, fãs e ouvintes sobre se a música é realmente um exemplo de extração de limites do Patti Smith Group ou apenas auto-indulgência. Ain't It Strange e Distant Fingers, este último co-escrito com o ex-amorado e amigo de longa data de Smith, Allen Lanier, eram canções apresentadas pelo grupo muito antes da gravação de Horses.

## Capa
A fotografia da capa do álbum é de Judy Linn, enquanto a parte de trás do álbum apresenta uma foto de Lynn Goldsmith. O álbum foi dedicado a Arthur Rimbaud e Constantin Brâncuși. Na contra-capa há uma curiosa mensagem de apoio ao guitarrista Wayne Kramer, ex-MC5 (Free Wayne Kramer), e que cumpria sentença por tráfico de cocaína. Wayne conta no livro Please Kill Me, que ao sair da cadeia foi a um show da cantora em Ann Arbor agradecer a mensagem e que ficou decepcionadíssimo com o que aconteceu. Patti já estava vivendo com o ex-parceiro de Wayne no MC5, o também guitarrista Fred "Sonic" Smith, que saiu de perto ao vê-lo. Quando Wayne chegou perto de Patti para agradecê-la, a cantora fez o mesmo. Wayne disse que foi quando percebeu que não era uma mensagem de apoio, mas apenas um alinhamento dela a relação a ele. Segundo Kramer, Patti usou-o para ganhar credibilidade. Magoado, jamais o guitarrista procurou o casal Smith novamente.

## Recepção
Rádio Ethiopia foi recebida negativamente quando foi lançada e Smith foi atacada pelos críticos pelo que perceberam ser preguiça, autoindulgência e traição. Críticos em críticas negativas citaram que a produção de Douglas colocou mais ênfase na criação de um som pesado por meio de várias partes de guitarra que sufocaram os vocais de Smith, e, às vezes, lamentaram que todas as canções do álbum fossem originais do grupo.
| Críticas profissionais        | Críticas profissionais |
| Avaliações da crítica         | Avaliações da crítica  |
| Fonte                         | Avaliação              |
| ----------------------------- | ---------------------- |
| AllMusic                      | 3.4 de 5 estrelas.     |
| Chicago Tribune               | 3.5 de 5 estrelas.     |
| Christgau´s Record Guide      | A-                     |
| The Rolling Stone Album Guide | 3.5 de 5 estrelas.     |
| Spin Alternative Record Guide | 7/10                   |

Em uma crítica contemporânea da Radio Ethiopia, o crítico da Rolling Stone Dave Marsh sentiu que Smith "parece não ter a direção necessária para viver de acordo com suas melhores idéias".  Em Creem, Richard Meltzer estava mais entusiasmado e escreveu que "realmente não vou ficar nada além de emocionado com meus cabelos curtos por um LP de Patti e este não é exceção." O crítico do The Village Voice, Robert Christgau afirmou que o som do álbum "entrega a carga do heavy metal sem a previsibilidade deprimente; seu poder de riff tem o ímpeto humano de uma banda que ainda está aprendendo a tocar."
O crítico do AllMusic, William Ruhlmann, descreveu retrospectivamente a Radio Ethiopia como "um álbum esquizofrênico no qual os muitos elementos que funcionaram tão bem juntos em Horses agora pareciam chocantemente incompatíveis", enquanto observava que o Patti Smith Group "encontrou o mesmo problema de desenvolvimento que os punks teriam— à medida que aprenderam seu ofício e sua competência, eles perderam um pouco da altruísmo que tornara sua música tão atraente."  Em 2001, o álbum foi listado no Mojo "Ultimate CD Buyers Guide".

## Turnê
Apesar do modestíssimo sucesso comercial - 122ª posição na América - Patti continuou sua saga de shows. E, em um desses, quase morreu. Segundo os integrantes Jay e Lenny, revelam em detalhes sobre uma apresentação onde Smith abrira para Bob Seger e acaba por quebrar uma vértebra do pescoço. 
Jay Dee Daugherty: "Estávamos abrindo para Bob Seger, e não nos deixaram usar todas as luzes deles. Patti tinha se aventurado pela beira do palco durante 'Ain't It Strange', que é um confronto com Deus. É tipo: 'Vamos lá, faça seu melhor lance, posso encarar, seu filho da puta, uma coisa bem desafiadora - sabe como é: 'Escolha as armas.'"
Lenny Kaye: "Patti e eu sempre fazíamos um pequeno ballet no meio de 'Ain't It Strange'. Depois ela cantava a parte da canção que desafiava Deus - 'C'mon God, make a move' (Vamos lá, Deus, faça sua jogada) - e começava a girar. Estávamos tocando aquilo e estávamos realmente concentrados àquela altura, estávamos improvisando, começando a variar a batida, então Patti está rodopiando e tenta agarrar o microfone - e erra."
Jay Dee Daugherty: "Estava escuro, e havia um monitor no chão, que ela não conseguiu ver porque estava pintado de preto. Ela caiu de costas. Vi-a despencar, e meu primeiro pensamento foi: 'Oh, meu Deus, ou ela está morta, ou vai pular pra cima do palco de novo', e daí meu segundo pensamento foi: 'Oh, foda, estou sem um trampo'. Sabe, foi uma coisa muito humana, mas sempre me senti extremamente culpado a respeito disso."
Lenny Kaye: "Os shows estavam ficando cada vez mais malucos. Parecia que não havia outro caminho a não ser o caos total. Quando Patti rodopiou para fora do palco em Tampa e quebrou uma vértebra do pescoço, parece que aquele foi o momento." Naquele instante o universo começou a se contrair. Tínhamos levado nosso desafio tão longe quanto possível. Até aquele momento era 'Jesus morreu pelo pecado de alguém, mas não pelos meus'. Depois da queda, ficamos a fim de 'reconciliação'. Deixamos a estrada. Tivemos que cancelar a turnê européia. Ficamos um ano em casa, o ano em que o punk rock tomou conta do mundo. E nós lá, no desvio, completamente frustrados." 

## Faixas
| N.º | Título               | Duração |  |
| 1.  | "Ask the Angels"     | 3:07    |  |
| 2.  | "Ain't It Strange"   | 6:35    |  |
| 3.  | "Poppies"            | 7:05    |  |
| 4.  | "Pissing in a River" | 4:41    |  |
| 5.  | "Pumping (My Heart)" | 3:20    |  |
| 6.  | "Distant Fingers"    | 4:17    |  |
| 7.  | "Radio Ethiopia"     | 10:00   |  |
| 8.  | "Abyssinia"          | 2:10    |  |

## Créditos
Banda
- Patti Smith – voz, guitarra (Fender Duo-Sonic), design
- Lenny Kaye – guitarra (Fender Stratocaster), baixo, vocais, mixagem
- Jay Dee Daugherty – bateria, percussão, mixagem, consultor
- Ivan Kral – baixo, guitarra
- Richard Sohl – teclado, sintetizador, piano

Outros
- Jack Douglas -  produção
- Bob Irwin – masterização
- Brian Sperber – engenharia
- George Marino – masterização
- Jay Messina – mixagem, engenharia
- Lynn Goldsmith – fotografia
- Nancy Greenberg – design
- Rod O'Brien – engenheiro assistente
- Sam Ginsberg – engenheiro assistente
- Vic Anesini – masterização

## Tabelas musicais
| Tabela (1977)       | Posição mais alta |
| ------------------- | ----------------- |
| Suécia              | 38                |
| EUA - Billboard 200 | 122               |